# Jona Gerondi
Jona ben Abraham Gerondi (hebräisch יוֹנָה בֶּן־אַבְרָהָם גִירוֹנְדִי) (geboren 1200 in Girona; gestorben 1263 oder 1264 in Toledo) war ein mittelalterlicher spanischer Rabbiner und Moralist.

## Leben und Wirken
In seiner Jugend studierte Gerondi in verschiedenen Jeschiwot in Südfrankreich bei Moses ben Schneur und seinem Bruder Samuel von Evreux, später bei Salomo ben Abraham von Montpellier. Als dieser im Jahre 1232 im Rahmen des Maimonidesstreits die philosophischen Werke von Maimonides angriff, folgte Jona seinem Lehrer und wurde zu einem der schärfsten Gegner dieser Werke, die schließlich nach der Überlieferung von der dominikanischen Inquisition verbrannt wurden. Jona kehrte aus der Provence an seinen Geburtsort Girona zurück und begann dort, öffentlich seine Torat ha-Musar (hebräisch תורת המוסר ‚Lehre über moralisches Verhalten‘) zu predigen. Später verließ er Girona und ließ sich in Barcelona (El Call de Barcelona) nieder, wo zahlreiche Schüler bei ihm studierten, darunter Salomo Adret, der spätere Rabbiner von Barcelona. In vorgerücktem Alter wollte er eine Reise nach Eretz Israel unternehmen, wurde aber auf dem Weg in Toledo von Mitgliedern der dortigen Gemeinde aufgehalten und gebeten, ein Jahr oder zwei in ihrer Stadt zu verbringen. Er kam diesem Wunsch nach, errichtete in Toledo eine große Jeschiwa und verstarb hier.
Jona war sowohl als Gelehrter wie auch als „Vater der Tugenden“ Frömmigkeit, Demut und Askese berühmt. In seinen ethischen Büchern kritisierte er die zahlreichen spanischen Juden, welche die religiösen Gebote vernachlässigten, und verkündete einen „Bann gegen Konkubinen“. Er verurteilte die Handlungen von Despoten und Tyrannen sowie die jüdischen Großgrundbesitzer in Spanien, welche Kleinbauern mit Gewalt von ihren Grundstücken vertreiben ließen. Zu seinen Werken gehören ein Kommentar zum Buch der Sprichwörter, ein Kommentar zu den Sprüchen der Väter und Novellen zu verschiedenen talmudischen Traktaten. Gerondi stand in Kontakt mit bedeutenden jüdischen Gelehrten seiner Zeit. Mit Itzhak Sagi Nahor, dem Sohn von Abraham ben David von Posquières, unterhielt er sich über Fragen der Kabbala.
Gerondi hinterließ zahlreiche Werke, von denen nur wenige erhalten sind, sein wichtigstes Werk waren die Scha'are Teschuba (hebräisch שערי תשובה ‚Tore der Buße, Reue und Umkehr‘).
Jona Gerondi war ein Verwandter von Nachmanides.

## Werke (Auswahl)
- Scha'are Teschuba (Tore der Buße).